# کامیلا سیلوا
 کامیلا سیلوا (انگلیسی: Camila Silva؛ زاده ۳۰ اکتبر ۱۹۹۲) یک تنیس‌باز است. 